# Campionati europei di ciclismo su strada 2017 - Gara in linea maschile Elite
La gara in linea maschile Elite dei Campionati europei di ciclismo su strada 2017, seconda edizione della prova, si disputò il 6 agosto 2017 su un circuito di 20,1 km, da ripetere 12 volte, per un totale di 241,2 km, con partenza e arrivo a Herning, in Danimarca. La vittoria fu appannaggio del norvegese Alexander Kristoff, che terminò la gara in 5h41'10", alla media di 42,419 km/h, precedendo l'italiano Elia Viviani e l'olandese Moreno Hofland.
Sul traguardo di Herning 125 ciclisti, su 142 partenti, portarono a termine la competizione.

## Squadre e corridori partecipanti
| N.      | Cod. | Squadra     |
| ------- | ---- | ----------- |
| 1-9     | BEL  | Belgio      |
| 10-18   | FRA  | Francia     |
| 19-27   | ITA  | Italia      |
| 28-36   | ESP  | Spagna      |
| 37-45   | NLD  | Paesi Bassi |
| 46-54   | DEU  | Germania    |
| 55-63   | POL  | Polonia     |
| 64-71   | NOR  | Norvegia    |
| 72-80   | DNK  | Danimarca   |
| 81-88   | SVN  | Slovenia    |
| 89-94   | SVK  | Slovacchia  |
| 95-98   | IRL  | Irlanda     |
| 99-104  | CHE  | Svizzera    |
| 105-108 | PRT  | Portogallo  |
| 109-114 | RUS  | Russia      |
| 115-118 | CZE  | Rep. Ceca   |

| N.      | Cod. | Squadra     |
| ------- | ---- | ----------- |
| 119-120 | AUT  | Austria     |
| 121     | BLR  | Bielorussia |
| 122-124 | EST  | Estonia     |
| 125-127 | LVA  | Lettonia    |
| 128-129 | LTU  | Lituania    |
| 130-133 | TUR  | Turchia     |
| 134     | BGR  | Bulgaria    |
| 135-137 | HUN  | Ungheria    |
| 138-139 | ROU  | Romania     |
| 140     | GRC  | Grecia      |
| 141     | MDA  | Moldavia    |
| 142-144 | ALB  | Albania     |
| 145-147 | AND  | Andorra     |
| 148     | ISL  | Islanda     |
| 149     | MNE  | Montenegro  |

## Ordine d'arrivo (Top 10)
| Pos. | Corridore           | Squadra     | Tempo    |
| ---- | ------------------- | ----------- | -------- |
| 1    | Alexander Kristoff  | Norvegia    | 5h41'10" |
| 2    | Elia Viviani        | Italia      | s.t.     |
| 3    | Moreno Hofland      | Paesi Bassi | s.t.     |
| 4    | Pascal Ackermann    | Germania    | s.t.     |
| 5    | Luka Mezgec         | Slovenia    | s.t.     |
| 6    | Edward Theuns       | Belgio      | s.t.     |
| 7    | Aksel Nõmmela       | Estonia     | s.t.     |
| 8    | Iván García Cortina | Spagna      | s.t.     |
| 9    | Paweł Franczak      | Polonia     | s.t.     |
| 10   | Michal Kolář        | Slovacchia  | s.t.     |